# Aritz Aldasoro
Aritz Aldasoro Sarriegi (Beasain, 5 giugno 1999) è un calciatore spagnolo, centrocampista del Racing Santander.

## Carriera
Cresciuto nel settore giovanile della Real Sociedad, nel 2017 viene aggregato alla rosa della terza squadra, mentre nel 2019 viene "promosso" nella seconda squadra dei Txuri-urdin; al termine della stagione 2020-2021 ha contribuito alla promozione della squadra in seconda divisione e il 14 agosto 2021 ha esordito in Segunda División, in occasione dell'incontro vinto per 1-0 contro il Leganés. Il 30 giugno 2022, dopo aver totalizzato 73 presenze e tre reti con la seconda squadra della Real Sociedad, viene acquistato dal Racing Santander, neopromosso in seconda divisione, firmando un contratto di durata biennale.

## Statistiche

### Presenze e reti nei club
Statistiche aggiornate al 28 febbraio 2023.
| Stagione               | Squadra                | Campionato             | Campionato | Campionato | Coppe nazionali | Coppe nazionali | Coppe nazionali | Coppe continentali | Coppe continentali | Coppe continentali | Altre coppe | Altre coppe | Altre coppe | Totale | Totale |
| Stagione               | Squadra                | Comp                   | Pres       | Reti       | Comp            | Pres            | Reti            | Comp               | Pres               | Reti               | Comp        | Pres        | Reti        | Pres   | Reti   |
| ---------------------- | ---------------------- | ---------------------- | ---------- | ---------- | --------------- | --------------- | --------------- | ------------------ | ------------------ | ------------------ | ----------- | ----------- | ----------- | ------ | ------ |
| 2018-2019              | Real Sociedad B        | SDB                    | 4          | 0          |                 | -               | -               |                    | -                  | -                  |             | -           | -           | 4      | 0      |
| 2019-2020              | Real Sociedad B        | SDB                    | 21         | 2          |                 | -               | -               |                    | -                  | -                  |             | -           | -           | 21     | 2      |
| 2020-2021              | Real Sociedad B        | SDB                    | 14+6       | 1+0        |                 | -               | -               |                    | -                  | -                  |             | -           | -           | 20     | 1      |
| 2021-2022              | Real Sociedad B        | SD                     | 28         | 0          |                 | -               | -               |                    | -                  | -                  |             | -           | -           | 28     | 0      |
| Totale Real Sociedad B | Totale Real Sociedad B | Totale Real Sociedad B | 67+6       | 3+0        |                 | -               | -               |                    | -                  | -                  |             | -           | -           | 73     | 3      |
| 2022-2023              | Racing Santander       | SD                     | 22         | 1          | CR              | 0               | 0               |                    | -                  | -                  |             | -           | -           | 22     | 1      |
| Totale carriera        | Totale carriera        | Totale carriera        | 95         | 4          |                 | 0               | 0               |                    | -                  | -                  |             | -           | -           | 95     | 4      |